# 伊萬基夫齊 (杜納伊夫齊區)
48°52′46″N 26°57′40″E / 48.87944°N 26.96111°E
伊萬基夫齊（烏克蘭語：Іванківці）是位於烏克蘭西部赫梅利尼茨基州裏卡緬涅茨-波多利斯基區的杜納伊夫齊市鎮的村莊，面積3.14平方公里，海拔高度323米，2001年人口755，人口密度每平方公里240.1人。